# Florilegio

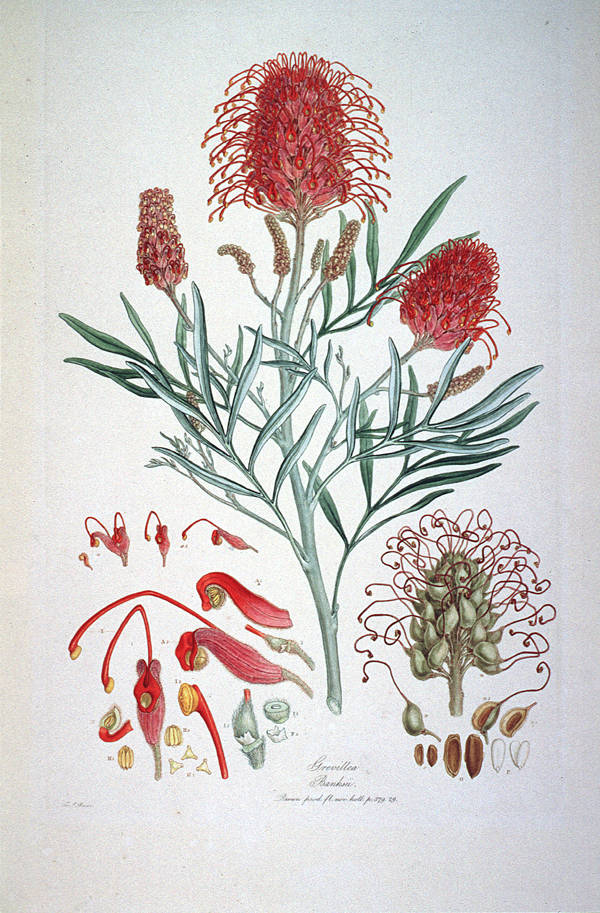
Ilustración de Grevillea banksii en el florilegio Illustrationes Florae Novae Hollandiae

Un florilegio  es un compendio, colección, antología o miscelánea de trozos selectos de obras literarias. La palabra proviene del latín florilegium (plural florilegia), la cual se compone de los términos flos («flor») y legere («reunir», «escoger»). Florilegio es, literalmente, una colección de flores y, en sentido figurado, una recopilación de partes selectas extraídas del cuerpo de un trabajo más amplio. La palabra tiene el mismo significado etimológico que el término «antología», derivado del griego ἀνθολογία.
En la Edad Media los florilegios eran colecciones sistemáticas de extractos tomados principalmente de los escritos de los primeros autores cristianos y también de filósofos paganos como Aristóteles y, algunas veces, otros escritos clásicos. Un buen ejemplo es Manipulus Florum que se completó a principios del siglo XIV. El objetivo era tomar pasajes que ilustraran ciertos tópicos, doctrinas o temas. Después del período medieval, el término se extendió para aplicarse a cualquier miscelánea o compilación de carácter literario o científico.
El término florilegio también se aplica literalmente a un tratado sobre flores o a los libros medievales que se dedican a las plantas ornamentales en lugar de a las plantas medicinales o utilitarias, ya cubiertas por los herbarios. El surgimiento de la ilustración de plantas como un género artístico se remonta al siglo XV, cuando los herbarios (libros que describen los usos culinarios y medicinales de las plantas) se imprimían conjuntamente con ilustraciones de flores. Con el advenimiento de técnicas avanzadas de impresión y la llegada de nuevas plantas a Europa desde la Turquía otomana en el siglo XVI, las personas ricas y los jardines botánicos comenzaron a encargar a los artistas que pintaran y grabaran la belleza de estos ejemplares exóticos, los cuales eran luego reunidos en florilegios.